# Codice Rossi
Il Codice Rossi è un codice musicale, ovvero una collezione di manoscritti musicali del XIV secolo.
La maggior parte di detto codice si trova presso la Biblioteca Vaticana (Biblioteca Apostolica Vaticana, Rossi 215) mentre una piccola parte dello stesso è conservata nella (Biblioteca musicale Opera Pia "G. Greggiati," "Mus. rari B 35") nella città di Ostiglia.

## Storia

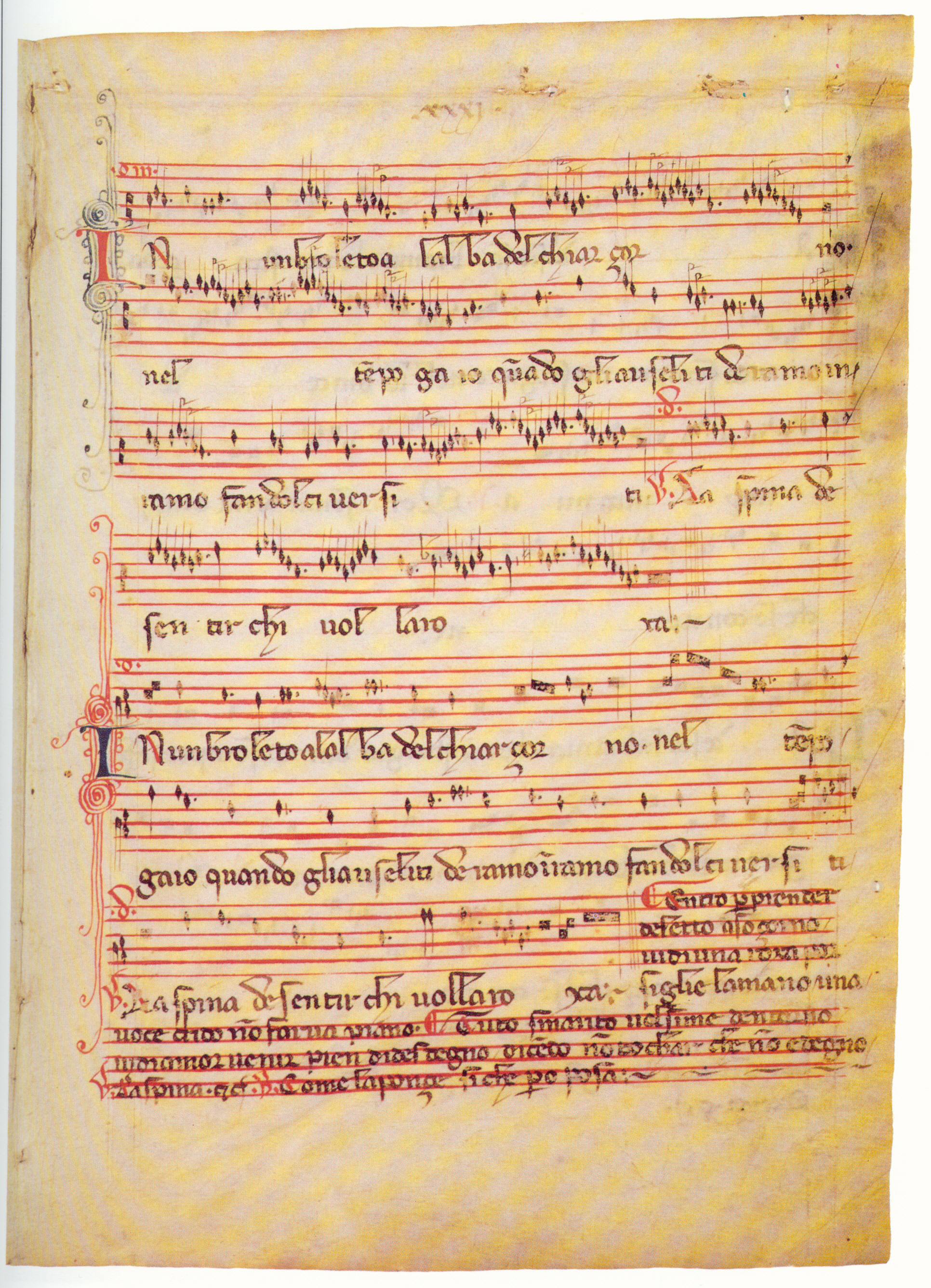
Folio 31 del Codice Rossi, dal frammento di Ostiglia. Mostra "In un broleto, al'alba," un madrigale anonimo

Qualunque altra fonte di musica profana polifonica italiana non è minimamente raffrontabile al Codice Rossi.
Le opere in esso contenute sono anonime ma alcune sono state attribuite poiché ritrovate in altre raccolte successive con il nome del compositore.
Il codice fu copiato probabilmente fra il 1350 e il 1370 e le musiche erano state scritte fra il 1325 e il 1355. La storia della musica italiana del Trecento ha inizio con il Codice Rossi.
Il manoscritto Vaticano del codice fu acquisito dalla Biblioteca vaticana nel 1922 dalla biblioteca dei gesuiti di Vienna che lo avevano a loro volta avuto da una chiesa di Linz. Prima ancora esso era stato in possesso del collezionista italiano del XIX secolo G.F. de Rossi, dal quale ha preso il nome. Nel XV secolo fu probabilmente in possesso del cardinale Domenico Capranica ma gli altri passaggi di mano non sono noti.
Mentre la storia precisa del codice è oscura, alcuni dettagli sono stati scoperti. Molto probabilmente i pezzi in questione facevano parte del repertorio del gruppo di cantori facente capo ad Alberto della Scala a Padova ed a Verona fra il 1330 e il 1345.
Alberto era il figlio di Cangrande della Scala, principe di Verona e famoso mecenate di Dante Alighieri. Alberto era un grande mecenate delle arti come il padre. Egli visse a Padova che fu sotto il dominio della famiglia Scaglia fino al 1337; la presenza del dialetto padovano nelle liriche ci fa presumere che molti dei compositori fossero della zona. Ma l'indizio più significativo è dato dal fatto che le musiche sono stilisticamente molto vicine alle teorie esposte da Marchetto da Padova nel suo Pomerium in arte musice mensurate, originario della stessa regione.
Soprattutto in 29 pezzi, alcuni dei quali sono incompleti, inclusi nel frammento del Codice custodito in Vaticano. Nel codice di Ostiglia vi sono altre otto composizioni del genere.
Trenta pezzi sono madrigali compreso un madrigale a forma di canone, una caccia, un rondello e 5 ballate. Tutte le ballate sono monofoniche. Solo due compositori sono però stati identificati: il Maestro Piero e Giovanni da Cascia (Giovanni da Firenze).